# Jenny Thompson
Jennifer ("Jenny") Elisabeth Thompson, née le 26 février 1973 à Dover dans le New Hampshire aux États-Unis, est une nageuse américaine. Désormais à la retraite sportive, elle était une spécialiste du sprint aussi bien en nage libre qu'en papillon. Avec 12 médailles olympiques dont 8 médailles d'or, Jenny Thompson est l'une des sportives les plus décorées de l'histoire des Jeux olympiques. Plus encore, c'est la nageuse la plus médaillée aux Jeux olympiques. Viennent s'ajouter à son palmarès 31 médailles (dont 16 titres) aux Championnats du monde de natation (grand bassin et petit bassin).

## Biographie

### Une championne prématurée
Dès sa première participation, alors qu'elle n'a que 18 ans, la nageuse américaine remporte la médaille d'or avec le relais US 4 × 100 m nage libre lors des Championnats du monde de natation 1991 à Perth. L'année suivante elle bat les records du monde du 50 m et du 100 m nage libre. Les Jeux olympiques de 1992 à Barcelone peuvent lui permettre de remporter 5 médailles d'or. Cependant, elle est éliminée en demi-finale du 50 m nage libre et ne remporte que l'argent sur le 100 m nage libre. Elle remporte tout de même les relais 4 × 100 m nage libre et 4 × 100 m 4 nages avec ses compatriotes américaines. Ainsi, à même pas 20 ans, l'Américaine est déjà championne du monde, championne olympique et détentrice du record du monde.

### Au service du relais US
Peu performante en individuel, elle permet la victoire des trois relais américains (4 × 100 m nage libre, 4 × 200 m nage libre et 4 × 100 m 4 nages) aux Jeux olympiques de 1996. Quatre années plus tard, aux Jeux olympiques de 2000 à Sydney, elle remporte une nouvelle fois les trois relais auxquels s'ajoute une médaille de bronze sur le 100 m nage libre. Néanmoins, elle n'arrive pas à confirmer ses performances dans les épreuves individuelles malgré ses nombreux titres mondiaux en sprint aux Championnats du monde de natation 1998 à Perth ou bien aux Jeux panaméricains. Elle n'a pas réussi à remporter la seule récompense qu'il manquait à son palmarès : la médaille d'or individuelle.

### La retraite puis le retour à la compétition
Elle décide de prendre sa retraite avec un palmarès bien rempli après les Jeux de 2000. Cependant, elle fait son grand retour en 2003 lors des Championnats du monde de natation 2003 et remporte 5 médailles dont 2 en or. Elle dispute les Jeux olympiques de 2004 à Athènes où elle remporte deux médailles d'argent dans les relais 4 × 100 m nage libre et 4 × 100 m 4 nages.
Malgré l'absence de médaille d'or olympique individuelle à son palmarès, la nageuse Jenny Thompson est la sportive américaine la plus médaillée aux Jeux olympiques. 

## Palmarès

### Jeux olympiques
- Jeux olympiques de 1992 à Barcelone  Espagne :
  -  Médaille d'or du relais 4 × 100 m nage libre.
  -  Médaille d'or du relais 4 × 100 m 4 nages.
  -  Médaille d'argent du 100 m nage libre.

- Jeux olympiques de 1996 à Atlanta  États-Unis :
  -  Médaille d'or du relais 4 × 100 m nage libre.
  -  Médaille d'or du relais 4 × 100 m 4 nages.
  -  Médaille d'or du relais 4 × 200 m nage libre.

- Jeux olympiques de 2000 à Sydney  Australie :
  -  Médaille d'or du relais 4 × 100 m nage libre.
  -  Médaille d'or du relais 4 × 100 m 4 nages.
  -  Médaille d'or du relais 4 × 200 m nage libre.
  -  Médaille de bronze du 100 m nage libre.

- Jeux olympiques de 2004 à Athènes  Grèce :
  -  Médaille d'argent du relais 4 × 100 m nage libre.
  -  Médaille d'argent du relais 4 × 100 m 4 nages.

### Championnats du monde

#### En grand bassin
- Championnats du monde 1991 à Perth  Australie :
  -  Médaille d'or du relais 4 × 100 m nage libre

- Championnats du monde 1994 à Rome  Italie :
  -  Médaille d'argent du relais 4 × 100 m nage libre
  -  Médaille d'argent du relais 4 × 100 m 4 nages
  -  Médaille de bronze du relais 4 × 200 m nage libre

- Championnats du monde 1998 à Perth  Australie :
  -  Médaille d'or du 100 m nage libre
  -  Médaille d'or du 100 m papillon
  -  Médaille d'or du relais 4 × 100 m nage libre
  -  Médaille d'or du relais 4 × 100 m 4 nages
  -  Médaille d'argent du relais 4 × 200 m nage libre

- Championnats du monde 2003 à Barcelone  Espagne :
  -  Médaille d'or du 100 m papillon
  -  Médaille d'or du relais 4 × 100 m nage libre
  -  Médaille d'argent du 50 m papillon
  -  Médaille d'argent du relais 4 × 100 m 4 nages
  -  Médaille de bronze du 100 m nage libre

#### En petit bassin
- Championnats du monde 1997 à Göteborg (Suède) :
  -  Médaille d'or du 100 m nage libre (53 s 46 lors de la finale)
  -  Médaille d'or du 100 m papillon (57 s 79 lors de la finale, record du monde)
  -  Médaille d'argent du 50 m nage libre (24 s 78 lors de la finale)
  -  Médaille d'argent du relais 4 × 100 m 4 nages (3 min 58 s 94)

- Championnats du monde 1999 à Hong Kong (Chine) :
  -  Médaille d'or du 100 m nage libre (53 s 24 lors de la finale)
  -  Médaille d'or du 50 m papillon (26 s 18 lors de la finale)
  -  Médaille d'or du 100 m papillon (57 s 65 lors de la finale)
  -  Médaille d'argent du 50 m nage libre (24 s 57 lors de la finale)

- Championnats du monde 2000 à Athènes (Grèce) :
  -  Médaille d'or du 50 m papillon (26 s 13 lors de la finale)
  -  Médaille d'or du 100 m papillon (57 s 67 lors de la finale)
  -  Médaille d'argent du 100 m nage libre (53 s 14 lors de la finale)
  -  Médaille d'argent du relais 4 × 200 m nage libre (7 min 50 s 59)
  -  Médaille de bronze du relais 4 × 100 m 4 nages (4 min 2 s 51)

- Championnats du monde 2004 à Indianapolis (États-Unis) :
  -  Médaille d'or du 50 m papillon (25 s 89 lors de la finale)
  -  Médaille d'or du relais 4 × 100 m nage libre (3 min 35 s 07)
  -  Médaille d'argent du relais 4 × 100 m 4 nages (3 min 55 s 68)
  -  Médaille de bronze du 100 m papillon (58 s 13 lors de la finale)

## Records
1 record du monde sur 100 m nage libre en grand bassin :
- 54 s 48 (1er mars 1992 à Indianapolis - 5 septembre 1994).

4 records du monde sur 100 m papillon en petit bassin :
- 57 s 79 le 19 avril 1997 à Göteborg.
- 56 s 90 le 1er décembre 1998 à College Station.
- 56 s 80 le 12 février 2000 à Paris.
- 56 s 56 le 18 mars 2000 à Athènes (battu le 26 janvier 2002 par Martina Moravcova)